# Principiul proporționalității

În România, protecția principiului proporționalității intră sub competența Curții Constituționale (localizată în Palatul Parlamentului).

În dreptul penal, principiul proporționalității este acel principiu general de drept penal conform căruia legiuitorul are obligația de a adopta o măsură adecvată unei anumite infracțiuni, așa încât să reprime în mod cât mai apropiat de faptele propriu-zise săvârșite de infractor comportamentul său antisocial. 
Își găsește justificare în diferite precepte constituționale, deși nu în mod expres: art. 1 al Constituției unde se proclamă Statul de Drept și superioara valoare a libertății, precum și articolelor care se proclamă demnitatea persoanei, libera dezvoltare a personalității acesteia, etc. Aceste elemente alcătuiesc statutul bazic al cetățeanului și, prin urmare, pot fi limitate numai în cazuri excepționale. Relaționarea cu aceste elemente face ca Principiul proporționalității să aibă rang constituțional, ceea ce face posibilă apelarea la el ca la o sursă de încredere.

## Semnificație și conținut
Principiul proporționalității este, de obicei, investigat din două sensuri, larg și strict, doar că acesta din urmă se regăsește deja inclus în primul. Prin urmare, principiul proporționalității în sens larg cuprinde trei exigențe:
1. Exigența de adecvare a sa la finalul scop: implică asta că judecătorul sau legiuitorul trebuie să aleagă măsura sau sancțiunea care este adecvata atingerii scopului final care o justifică. Deci, trebuie să ia în considerare interesele legale care le tutelează. Pedeapsa optimă trebuie să fie calitativ și cantitativ adecvate scopului final.
2. Exigența privind necesitatea de penalizare: dacă se impune o penalizare ne-necesară, se comite o injustiție gravă, pentru care pedeapsa sa fie necesară trebuiesc reunite trei cerințe: (ultimele două se adresează mai înainte de toate legiuitorului, judecătorului adresându-i-se numai în măsura în care exista ceva de individualizat).
a. Exigența a cât mai puține interferențe posibil, sau  de minimă intervenție: altfel spus, sancțiunea aplicată trebuie să fie de cea mai mică gravitate posibil, din sancțiunile pe care le avem la dispoziție. Această cerință se impune atât la momentul de culminație a pedepsei abstracte (sau de determinare în abstract a pedepsei: la 10 la 15 ani) cât și la stabilirea pedepsei în concret (11 ani).
b. Exigența fragmentațiunii: asta însemnând că legiuitorului penal nu-i revine pedepsirea tuturor genurilor de delicte, ci numai al acelora care merg împotriva acelor bunuri juridice ce sunt susceptibile de protecție penală și ca se recurge la Dreptul Penal atunci când atacurile sunt severe și intolerabile.
c. Exigența subsidiarității: care înseamnă că Dreptul Penal va interveni numai de manieră reziduală, atunci când s-a demonstrat că restul mecanismelor ordinii juridice nu au dat rezultat în tutelarea bunului juridic agresat. În prima instanta e de spus ca Dreptul Penal, nu trebuie sa intervină decât ca soluție ultimă (ultima ratio).
3. Proporționalitatea în sens strict: pretinde practic, judecătorului sa realizeze o judecată de ponderare sau de evaluare, în care să valoreze responsabilitatea sau gravitatea pedepsei (care trebuie să survină unor determinate indicii: gravitatea comportamentului, bunul juridic de protejat, etc.) și scopului urmărit prin aplicarea respectivei pedepse.

## Opozabilitate
Principiul proporționalității este opozabil legiuitorului și instanței de judecată. 
Legiuitorul are obligația de a respecta principiul prin prevederea de mijloace de represiune cât mai adecate oricărui tip de infracțiune incriminat în legile penale. Dat fiind că în unele sisteme de drept principiul proporționalității decurge din prevederile constituționale, acestea pot fi supuse controlului constituționalității din partea instanței competente în sistemul de drept respectiv. De exemplu, în dreptul român, o încălcare a principiului constituționalității ar intra sub competența Curții Constituționale a României, principiul fiind prevăzut la articolul 53 din Constituția României.